# ラウンドワンカップ
ラウンドワンカップ（ROUND1 CUP）は2006年から毎年日本プロボウリング協会（JPBA）が主催、ラウンドワン協賛のボウリングトーナメント。男女合わせて賞金総額は3700万円。日本最大のオープントーナメントであった。2018年からはさらに発展し、JPBAに加え・JAPAN BOWLING（JB）・日本ボウラーズ連盟（NBF）の3団体合同主催のラウンドワングランドチャンピオンシップボウリングが開催されており、プロボウラー・アマチュアの垣根を超えた日本最強のボウラーを決定する大会である。

## ラウンドワングランドチャンピオンシップボウリング

### 概要
JPBAのプロ予選に加え、JB、NBFがそれぞれ予選を実施する。アマチュアの予選会はJB管轄・NBF管轄それぞれがあり、予選会を勝ち抜くとJB・NBFそれぞれの団体内決勝に進出する。団体内決勝を勝ち抜くと、FINALへと出場できる。

### 部門
レギュラー部門（年齢制限なし）、アクティブジェネレーション部門（50歳以上）、グランドジェネレーション部門（65歳以上）の、それぞれ男女の計6部門。例えば70歳のボウラーは、グランドジェネレーション部門に限らず、アクティブジェネレーション部門、レギュラー部門への参加も可能である。

### FINAL
ファイナルはプロアマ混合で試合が行われる。アマチュア選手が優勝すれば、プロの場合と同等の賞金を獲得できる。
予選では、各グループにおいてJPBA・NBF・JBから各1名の3人で3ゲームを競い、上位1名が決勝トーナメント進出。
決勝ラウンドは部門によって異なるが、レギュラー部門は3ゲームの内2ゲーム勝った選手が勝ちあがっていくトーナメント戦が決勝まで行われる。

### 参加資格
- 公認ボールを所有していれば参加可能。年齢の上限も下限も設定されていない。
- JBやNBFの非会員でも予選の参加は可能。団体内決勝に進出した際に、この大会限定の会員に入会することになる。

### 会場
もちろんラウンドワン店舗で行われることがほとんどであるが、一部ラウンドワン以外の店舗で行われることもある。

## ラウンドワンカップ（2006年～2017年）

### 参加資格
アマチュアの参加資格はラウンドワンのクラブ会員でマイボールを所持しているなら参加できる。プロはJPBAの男女トーナメントプロで参加。

### 大会の流れ

#### 予選
アマチュアの選手は各店舗で行われる予選で上位スコア・および獲得ポイントに入れば、店舗代表決定戦へ。優勝で本大会出場。2位以下でも各地区代表決定戦に出場できる（女子は選抜大会出場）。各地区代表決定戦では定められた上位合計出場枠で本大会選抜大会へ進む。

#### 本大会
選抜大会は決められた選手で各8ゲーム行い、上位スコアが本大会予選へと進む。予選では15ゲームを行い上位44名が準決勝へ。準決勝では5ゲームを行って、20ゲームの合計スコア上位12名が決勝ラウンドロビンへ。決勝ラウンドロビンでは総当りリーグ戦で上位4名がステップラダー方式でのTV決勝が行われ、優勝者が決まる。

## 歴代優勝者
| 年度                                             | 男子優勝           | 会場               | 女子優勝                     | 会場                 |
| ------------------------------------------------ | ------------------ | ------------------ | ---------------------------- | -------------------- |
| 2006年                                           | 大澤義樹           | 堺中央環状店       | 関根直子                     | 南砂店               |
| 2007年                                           | ムン・ビョンヨル   | 南砂店             | ウェンディ・マックファーソン | 堺中央環状店         |
| 2008年                                           | 井口直之           | 堺中央環状店       | 鷲塚志麻                     | 南砂店               |
| 2009年                                           | 玉井慎一郎         | 沖縄宜野湾店       | 清水弘子                     | 沖縄宜野湾店         |
| 2010年                                           | 水野成祐           | 南砂店             | 松永裕美                     | 堺中央環状店         |
| 2011年                                           | 益田隆司           | 堺中央環状店       | 川口富美恵                   | 南砂店               |
| 2012年                                           | 川添奨太           | 南砂店             | 片井文乃                     | 堺中央環状店         |
| 2013年                                           | 原田招雄           | 堺中央環状店       | 名和秋                       | 南砂店               |
| 2014年                                           | 川添奨太(2)        | 南砂店             | 佐藤まさみ                   | 堺中央環状店         |
| 2015年                                           | 斉藤茂雄           | 堺中央環状店       | 寺下智香                     | 南砂店               |
| 2016年                                           | 谷合貴志           | 南砂店             | 堂元美佐                     | 堺中央環状店         |
| 2017年                                           | 森本健太           | 堺中央環状店       | 大根谷愛                     | 南砂店               |
| ラウンドワングランドチャンピオンシップボウリング |                    |                    |                              |                      |
| 年度                                             | 男子レギュラー優勝 | 女子レギュラー優勝 | 会場                         | 備考                 |
| 2018年                                           | 和田秀和           | 泉宗心音           | 南砂店                       | 泉宗はアマチュア選手 |
| 2019年                                           | 市原竜太           | 姫路麗             | 南砂店                       |                      |
| 2020年～2022年は開催中止                         |                    |                    |                              |                      |
| 2023年                                           | 川添奨太(3)        | 名和秋(2)          | 堺中央環状店                 |                      |

## 外部サイト
- ラウンドワン
- 日本プロボウリング協会